# Yên Thành, Yên Bình
Yên Thành là một xã thuộc huyện Yên Bình, tỉnh Yên Bái, Việt Nam.
Xã Yên Thành có diện tích 48,13 km², dân số năm 2019 là 4.919 người, mật độ dân số đạt 102 người/km².